# Teucholabis (Teucholabis) bigladius
Teucholabis (Teucholabis) bigladius is een tweevleugelige uit de familie steltmuggen (Limoniidae). De soort komt voor in het Neotropisch gebied.